# Елизабет Томалин
Елизабет „Суаја“ Томалин (4. новембар 1912 – 8. март 2012) била је британска уметница немачког порекла, дизајнерка текстила и арт терапеуткиња јеврејског порекла.

## Рани живот
Рођена је, као четврто најмлађе дете власника фабрике намештаја, у Дрездену али се у Беч преселила у касним тинејџерским годинама. Студирала је на Рајман школи у Берлину. Упознала је Карла Јунга, који ју је убедио у важну улогу симболике у уметности и значај снова. Томалин је напустила нацистичку Немачку и отишла у Лондон средином 1930-их. Кратко је радила као дизајнерка текстила. Године 1940. удала се за Мајлса Томалина, музичара и ветерана Шпанског грађанског рата. Пар је имао ћерку Стефани. Касније су се развели, али су наставили да живе близу једно другог.

## Каријера
Томалин је радила у канцеларији архитекте Ернеа Голдфингера, а касније је сарађивала са Абрамом Гејмсом у Министарству информисања, креирајући постере за јавно информисање. Током 1950-их основала је и водила студио за дизајн текстила у Маркс и Спенсеру. Она је почела да ствара шаре које ће се видети на одећи у свакој главној улици широм земље. Инстинктивно је знала моћ штампе и како шарени дезени могу поново учинити да се људи осећају добро – и кренула је у трансформацију гардеробе људи. Касније је била запослена као консултант за боје и дизајн у робној кући Хилс.

Са 62 године дипломирала је психотерапију у Њујорку. Током 1970-их радила је у психијатријској болници у Бону. Томалин је била рана практичарка арт терапије и држала је семинаре у Немачкој, Аустрији и Швајцарској до своје 94. године. Тамо су била деца нациста која су била оптерећена осећајем кривице и са којом је требало радити.
Након што више није могла да путује бавила је се уметничким стваралаштвом, да би 2009. године излагала своје радове у Лондону. 

## Лични живот
Елизабет Томалин је живела 99 година. 
Већи дио њене родбине је страдао у Холокаусту.
Енглески дизајнер Томас Хедервик је њен унук.